# Nedre Egypten
Egypten låter sig definieras i relation till Nilen, den flod som rinner i nordlig riktning genom landet. Nedre Egypten ligger i norr och är alltså nedanför Övre Egypten med flodens flödesriktning som referens.

Karta med Nedre Egypten i rött, Mellersta Egypten i lila och Övre Egypten i gult.

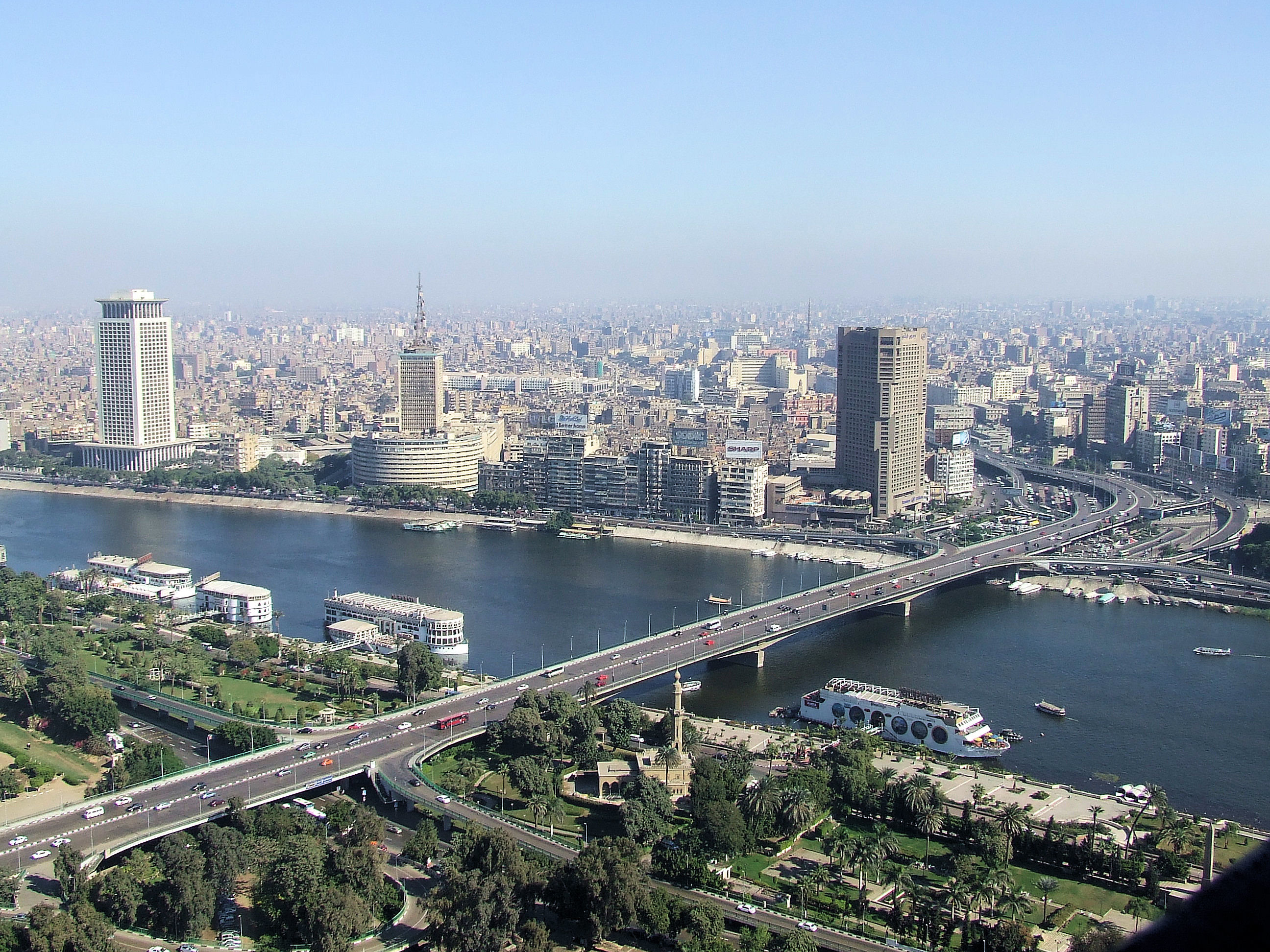
Kairo, 2010

Nedre Egypten omfattar alltså den nordligaste delen av Nildalen, Nildeltat, där Nilen rinner ut i Medelhavet. Området innefattar städer som Faijum och Kairo.
Söder om Nedre Egypten följer Mellersta Egypten, Övre Egypten och Nubien.

## Geografi
Under antiken beskriver Plinius den äldre i sin bok naturhistoria (bok 5, kap 11) att Nilen då den når deltat delas upp i 7 förgreningar innan den når Medelhavet. Han listar dessa från öst till väst som Pelusium, Tanis, Tall ar Rub‘, Phatniticen, Sebennyticen, Bolbitine och Kanopos. Namnen är från den närmsta större staden vid varje förgrening. Idag rinner Nilen i huvudsak genom två kanaler, en vid Rashid och en vid Damietta. Deltaområdet korsas även av ett flertal mindre kanaler som används för frakt och bevattning.
Klimatet i nedre Egypten är mildare än i övre Egypten då området angränsar till Medelhavet. Detta resulterar i mindre extrema temperaturer samt ökat regnfall.
Städer i Nedre Egypten:
- Alexandria
- Kairo (huvudstad i dagens Egypten)
- Port Saïd
- Suez, staden vid Suezkanalen

## Historia
Nedre Egypten var under antiken indelat i 20 "nomos" (autonoma byar) varav den första låg vid Memphis. Stora delar av nedre Egypten bestod av oanvänt busklandskap fyllt av grästyper och örter. På grund av den obrukade marken genomgick Nomossystemet flera förändringar i sin storlek och utseende.
Huvudstad i nedre Egypten kom att bli Memphis vars huvudgudinna var kobragudinnan Wadjet. Nedre Egyptens symboler var Deshret (den röda kronan), papyrusen samt biet.
Kring 3600 f.Kr. hade de neolitiska Egypterna i nedre Egypten byggt samhällen baserade på odling och boskapsskötsel. Strax efter 3600 f.Kr. började dessa samhällen växa och bli mer komplexa. En förändring i keramiken ses under denna period och keramikvaror visar influenser av levantinsk stil. Under denna period började även användandet av koppar bli vanligt. Även byggnaderna ändrades då lokalbefolkningen började använda sig av soltorkat lertegel i en byggnadsstil som påminner om de byggnader som under perioden uppfördes i Mesopotamien.
Under perioden kom de olika städerna och samhällena i nedre Egypten att bli ett enat rike och i området i övre Egypten tog ett liknande enande form vilket skapade riket övre Egypten. De två rikena kom under de följande århundradena att utföra räder samt kriga mot varandra fram till dess att Narmer (Kung av övre Egypten ca 3150–3100 f.Kr.) eller möjligen hans företrädare eller eftergångare besegrade nedre Egypten och enade rikena.

Arkeologiska fyndplatser.
- Avaris
- Canope
- Giza
- Heliopolis
- Memfis
- Sakkara
- Sais